# Giuseppe Antonio Corte
Giuseppe Antonio Corte (San Michele Mondovì, 2 settembre 1792 – 25 gennaio 1858) è stato un politico italiano.

## Biografia
Fratello di Pietro Antonio, fu deputato del Regno di Sardegna nella I legislatura, eletto nel collegio di Carrù.